# كورتي

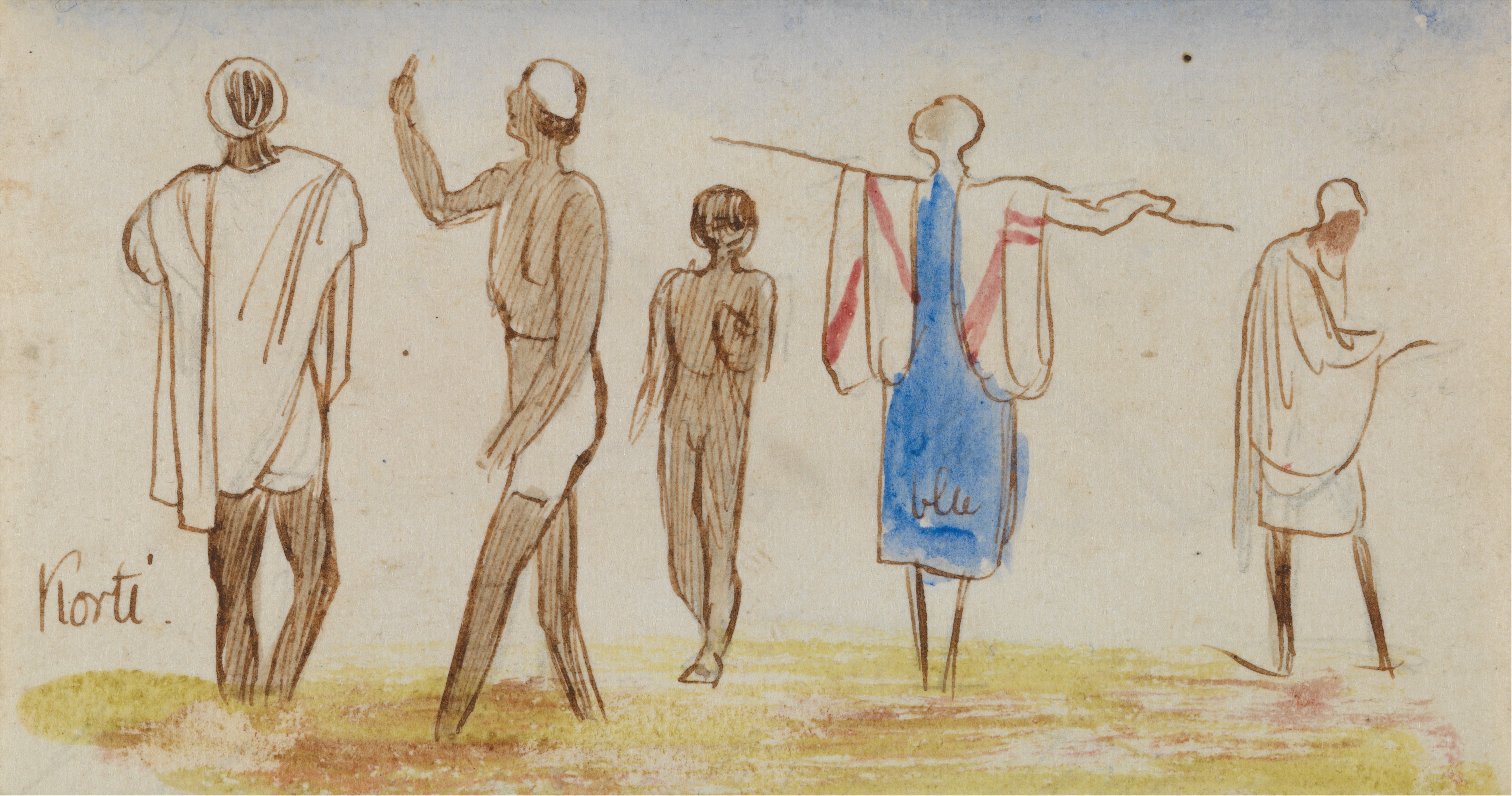
إدوارد لير - كورتي - 1867/مشروع جوجل الفني

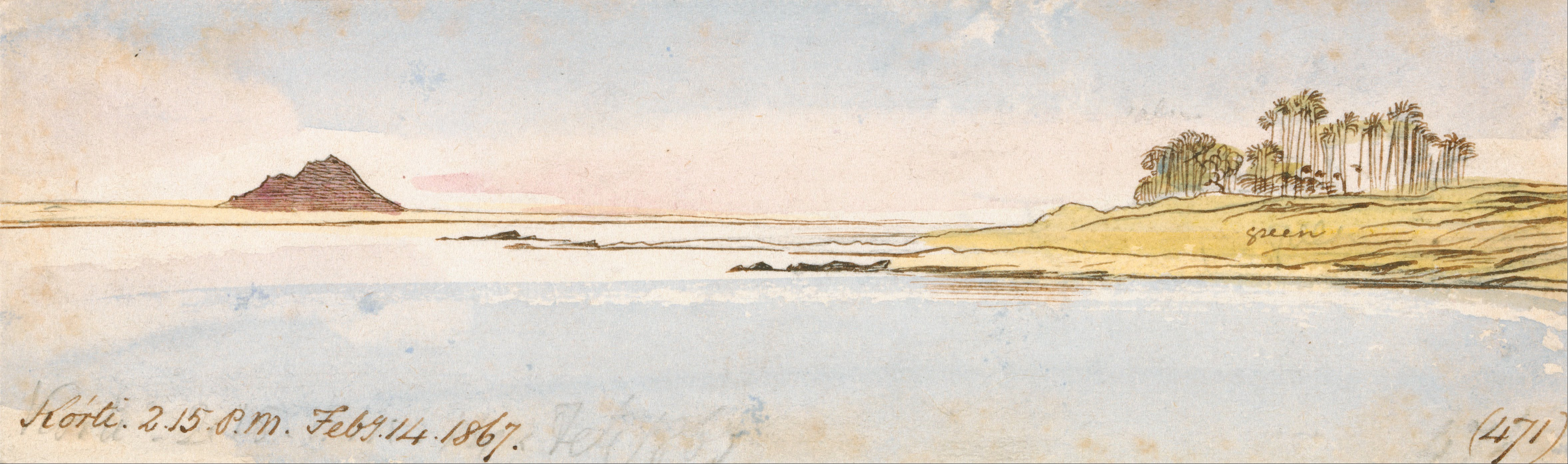
إدوارد لير - كورتي - 1867/مشروع جوجل الفني

الكوارتهأهالي مدينة كورتي أغلبهم من الطريفية (أبناء عمومة البديرية)، وهم معروفون بالكوارتة الذين يسكن أغلبهم حاليا العاصمة السودانية الخرطوم. ويعتبر البصيراب أول من سكن كورتي ومنها أسرة النيل والرضياب والجباراب وأهالي الفريق الهليساب وآل كرار ومن أهالي كورتي المقيمين بها حالياً نذكر: حسن علي الشيخ، أحمد عثمان النقيب، سليمان علي الحسن كمبال، علي عمر الحسن كمبال، عبد الحميد أحمد محمد خير كير (ود الناظر), أبو القاسم التهامي، كمبال إبراهيم كمبال، عبد الغفور الخضر، عبد الرحمن كرار، بشير حمزة بشير كمبال، هاشم المبارك بابكر علي هليس، عبد العزيز عبد الله عبد العزيز، حسن أحمد عمر كمبال (العمدة), حميدان محجوب محمد الحسن عبد السلام (إبرسي) كما أن جزء كبير منهم ارتحل لمنطقة جنوب المتمة شرق النيل وغرب النيل في مناطق ود حامد والكمر وحجر الطير والحقنة وود الحبشي وسلوة وطبقة والهوبجي وبالشرق يوجودون بمناطق حجر العسل وقلعة ود جمال  : 
كورتي.. 💙 
هي إحدى مدن الولاية الشمالية في السودان ومعظم سكانها من الطريفية أبناء عمومة البديرية.. مدينة كورتي التي تنتمي إداريا إلى محافظة مروي هي من أشهر مدن الولاية الشمالية لأنها تكتنـز تراثاً حربياً حافلاً بالفداء، وتملك سجلاً تجارياً زاخراً بعطاء أعلامها، وسيرةً معرفيةً يفوح طيبها.. 
فقد شهدت هذه المدينة المعطاءة عبر تاريخها الحديث جملة من المعارك الحربية، أذيعها صيتاً معركة كورتي (أو أم بقر) التي جرت فصولها التراجيدية بين إسماعيل بن محمد علي باشا والشايقية والبديرية في بدء الغزو التركي المصري للسودان، أضف إلى ذلك أن اللورد ولسلي قائد حملة إنقاذ غردون قد جعلها مركزاً لإعداد قواته العسكرية وتموينها، لأنها كانت تمثل نقطة انطلاق عبر صحراء بيوضة إلى المتمة، ومنها إلى الحاضرة الخرطوم. واقتصادياً لمع نجم نفر من أعلامها في مجال العمل التجاري، الذي استطاعوا من خلاله أن يؤسسوا شبكة علاقات تجارية واسعة، ربطت أنشطتهم الوظيفية بمدن السودان المختلفة، ومكَّنتهم في الوقت نفسه من الإسهام في دفع عجلة النماء وتطور الاقتصاد القومي في السودان.. 
السكان .. 
أهالي مدينة كورتي أغلبهم من الطريفية (أبناء عمومة البديرية)، وهم معروفون بالكوارتة الذين يسكن أغلبهم حاليا العاصمة السودانية الخرطوم. ويعتبر البصيراب أول من سكن كورتي ومنها أسرة النيل والرضياب والجباراب وأهالي الفريق الهليساب وآل كرار ومن أهالي كورتي المقيمين بها حالياً نذكر: حسن علي الشيخ، أحمد عثمان النقيب، سليمان علي الحسن كمبال، علي عمر الحسن كمبال، عبد الحميد أحمد محمد خير كير (ود الناظر), أبو القاسم التهامي، كمبال إبراهيم كمبال، عبد الغفور الخضر، عبد الرحمن كرار، بشير حمزة بشير كمبال، هاشم المبارك بابكر علي هليس، عبد العزيز عبد الله عبد العزيز، حسن أحمد عمر كمبال (العمدة), حميدان محجوب محمد الحسن عبد السلام (إبرسي) كما أن جزء كبير منهم ارتحل لمنطقة جنوب المتمة شرق النيل وغرب النيل في مناطق ود حامد والكمر وحجر الطير والحقنة وود الحبشي وسلوة وطبقة والهوبجي وبالشرق يوجودون بمناطق حجر العسل وقلعة ود جمال والبسابير والزرق..💙 
1. دليلك_السوداني..